# Córrego Limoeiro
Der Córrego Limoeiro ist ein etwa 14 km langer rechter Nebenfluss des Rio Piquiri im Westen des brasilianischen Bundesstaats Paraná.

## Etymologie
Limoeiro bedeutet auf Deutsch Zitronenbaum. Zusammen mit Córrego = Bach handelt es sich somit um den Zitronenbaumbach.

## Geografie

### Lage
Das Einzugsgebiet des Córrego Limoeiro befindet sich auf dem Terceiro Planalto Paranaense (Dritte oder Guarapuava-Hochebene von Paraná).

### Verlauf
Sein Quellgebiet liegt im Westen des Munizips Goioerê auf 432 m Meereshöhe etwa 10 km westlich der Stadtmitte.
Der Fluss verläuft in westlicher Richtung bis zu seiner Mündung auf 273 m Höhe von rechts in den Rio Piquiri. Er ist etwa 14 km lang.

### Munizipien im Einzugsgebiet
Der Córrego Limoeiro verläuft vollständig innerhalb des Munizips Goioerê.